# Orobitella californica
Orobitella californica är en musselart som först beskrevs av Dall 1899.  Orobitella californica ingår i släktet Orobitella och familjen Lasaeidae. Inga underarter finns listade i Catalogue of Life.